# Philosophie expérimentale
La philosophie expérimentale est un mouvement philosophique, apparu dans les années 2000, cherchant à associer le questionnement philosophique classique à une recherche empirique et systématique,,,,. S'inspirant de la méthode des sciences cognitives, les philosophes expérimentaux mettent en œuvre des études expérimentales visant à comprendre comment tout un chacun réfléchit de manière ordinaire aux questions fondatrices de la philosophie,,,.
Les philosophes expérimentaux estiment que les connaissances empiriques peuvent avoir une incidence indirecte sur les questionnements philosophiques car elles permettent une meilleure compréhension des processus psychologiques intrinsèques menant à l'intuition philosophique. Ce recours aux connaissances empiriques est souvent perçu comme s'opposant à la méthode philosophique, laquelle repose principalement sur la justification a priori. C'est ce qu'on appelle la "philosophie de fauteuil",. Les avis divergent sur les résultats de la philosophie expérimentale et certains philosophes n'ont pas hésité à dénigrer le mouvement,,.
Dans un premier temps, la philosophie expérimentale s'est penchée sur les questionnements liés aux différences interculturelles,, au libre-arbitre et à la philosophie de l'action,. Depuis, elle ne cesse d'étendre ses domaines de recherche.